# T-20 (Schlepper)
Der T-20 „Komsomolez“ (russisch Т-20 Комсомолец, „Komsomolze“) war ein in der Sowjetunion entwickelter Artillerieschlepper des Zweiten Weltkrieges. Erbeutete T-20 wurden von der deutschen Wehrmacht und von den finnischen Streitkräften verwendet. Teilweise wurden diese Fahrzeuge den Bedürfnissen der jeweiligen Armeen angepasst oder mit Zusatzbewaffnung versehen.

## Entwicklung
Als die Bewaffnung der Roten Armee zur Mitte der 1930er-Jahre klarere Züge annahm, wurde deutlich, dass für die leichten Panzerabwehrgeschütze und die Regimentskanonen ein kleiner, geländegängiger Schlepper erforderlich sein würde. Die Forschungsanstalt für Traktorentechnik (Na'utschnij Awtotraktornij Institut - NATI) in Moskau konzipierte, nachdem man einen Schlepper von Marmon-Herrington mit V8-Motor gekauft hatte, im Jahr 1936 einen angepassten Nachbau mit Teilen, die vom leichten Amphibienpanzer T-37A stammten. Von diesem Fahrzeug wurde eine Kleinserie von 50 Fahrzeugen produziert, deren Zugleistung und Fahreigenschaften nicht überzeugen konnten.
Der zweite Entwurf für diese Aufgabenstellung war der ungepanzerte und unbewaffnete Kleinschlepper Pionier. Das leichte Fahrzeug hatte eine Zuladung von 500 kg und eine längs zur Fahrtrichtung angeordnete Sitzbank. Bei der Version B-1 saß die Mannschaft Rücken an Rücken und bei der Version B-2 gegenüber. Zwischen 1936 und 1937 wurden etwa 50 Fahrzeuge im Werk Nr. 37 gebaut, die ebenfalls nicht überzeugten.
Das NATI-Büro hatte aus beiden Konzepten viel gelernt und schon Ende 1936 wurde mit der Werksnummer 020 der Erstentwurf für den Komsomolez A-20 geschaffen.
Ein längeres Laufwerk mit 4 (statt 2) Laufrollen sowie 2 Stützrollen unter Verwendung von Fahrwerksteilen des Amphibienpanzers T-38 war nun in der Lage, eine leicht gepanzerte Fahrerkabine zu tragen. Auch wurde ein 7,62-mm-MG für den Kommandanten eingebaut. Das Konzept des Heckaufbaus wurde vom Pionier-B-1-Entwurf übernommen, ergänzt wurde dabei ein Stoffverdeck für die Mannschaft, das mit einem Spriegelgestänge montiert werden konnte.
Der Antriebsstrang stammte aus der Fertigung bei GAZ. Sowohl der Fahrer- als auch der Kommandantenplatz waren mit einer Lenkeinrichtung versehen. Die Erprobung erfolgte zwischen August und November 1937.

## Produktion
Von Ende 1937 bis 1941 wurde das Fahrzeug im Werk Nr. 37 produziert, während GAZ und die Traktorenfabrik Stalingrad Teile für das Fahrzeug lieferten. Die Bewaffnung bestand aus einem MG DT.

### Erstes Baulos (Modell 1937)
Die frühen Fahrzeuge dieses Typs sind an einem großen Lüftungsgitter am Heck, der Anlasserkurbelöffnung am Heck und einem Erker für die Maschinengewehr-Blende zu erkennen. Es wurde nur eine kleinere Menge gebaut.

### Zweites Baulos (Modell 1938)
In frühe und späte Ausführungen zu unterteilen, da sich die Kugelblende änderte, stellt dieses Modell den Haupttyp der Fertigung dar.

### Drittes Baulos (Modell 1940)
Auffälliges Merkmal der dritten Fertigungsreihe waren die abgerundeten Ecken der Luken und der vermehrte Einsatz von Schweißnähten anstelle von Nieten.
Im Juli 1941 wurde nach der Fertigstellung von 7780 Fahrzeugen die Produktion auf Panzer umgestellt.

## Einsatz
Im Januar 1941 verfügte die Rote Armee über einen Bestand von 4401 Komsomolez bei den aktiven Einheiten. Eine Schützendivision hatte regulär 21 Fahrzeuge. Während der ersten Abwehrkämpfe 1941 ging ein Großteil des Bestandes verloren, so dass im September 1942 noch 1662 und im Januar 1943 nur noch 1048 Fahrzeuge gemeldet wurden. In den Kriegsjahren 1944 und 1945 sind vermutlich weitere Fahrzeuge ausgefallen; ein exakter Bestand zum Kriegsende ist nicht bekannt.

## Varianten
Im Jahr 1941 wurden etwa 100 Selbstfahrlafetten des Typs ZiS-30 auf Basis des T-20 hergestellt. Hierbei wurde das 57-mm-Panzerabwehrgeschütz SIS-2 offen auf dem Fahrzeug montiert, um einen schnellen Stellungswechsel und eine bewegliche Kampfführung zu ermöglichen.
Eine Reihe von Versuchsfahrzeugen wurde aus dem T-20 abgeleitet: LT-1, LT-2, GAS-20 Komsomolez 2 und GAS-22, von denen keines in Serie ging.